# Auramin O
Auramin O je diarilmetansko bojilo koja se koristi kao fluorescentno močilo. U svom čistom obliku, Auramine O pojavljuje se kao žuti igličasti kristali. Vrlo je topljiv u vodi i topiv u etanolu. Auramin O može se koristiti za bojanje kiselina postojanih bakterija (na primjer Mycobacterium, gdje se veže za mikolsku kiselinu u staničnoj stijenci, na način slično Ziehl-Neelsen bojilu. Također se može koristiti kao fluorescentna verzija Schiffova reagensa. Auramin O se može koristiti zajedno s rodaminom B kao Truantova auramin-rodaminsko močilo za Mycobacterium tuberculosis. Može se koristiti i kao antiseptičko sredstvo.

## Difenilmetanska ili ketoniminska bojila
Difenilmetanska ili ketoniminska bojila su derivati difenilmetana. Jedini produkt iz ove grupe koji ima stanovitu važnost jest bazno bojilo Auramin O, C.I. 41000. Priprema se tako da se djeluje sumporom, amonijevim kloridom i kuhinjskom soli na 4,4'-tetrametildiaminodifenilmetan u atmosferi amonijaka i prevođenjem tako nastale ketoniminske baze u hidroklorid. Intermedijarno nastaje tetrametildiaminotiobenzofenon. 
Iako auramin nema dobrih postojanosti na svjetlu i nije stabilan (hidroliza iminske grupe u vodenoj otopini teče brzo iznad 60°C), upotrebljava se mnogo za bojenje papira zbog jeftinoće i briljantnog žutog obojenja.

## Slike
|                                    |                              |                                                                                    |
| Uzorak Auramina O kao krute tvari. | Auramin O u vodenoj otopini. | Oociste Cryptosporidium parvum obojane fluorescentnim auramin-rodaminskim bojilom. |